# Червеночерна храстова катерица
Червеночерната храстова катерица (Paraxerus lucifer) е вид бозайник от семейство Катерицови (Sciuridae).

## Разпространение
Видът е разпространен в Замбия, Малави и Танзания.